# 손아람
손전도사(본명: 손아람, 1980년 4월 30일 ~ )는 대한민국의 소설가 겸 힙합 랩 음악가이다.

## 생애
서울대학교 미학과 학사 출신인 그는 1998년, 손전도사라는 예명으로써 힙합 랩 음악 그룹 '진실이 말소된 페이지'의 구성원으로 데뷔하였다. 이후 2003년 1월 3일을 기하여 계약 관련상의 문제로 음악 그룹이 해체할 때까지 "진실이 말소된 페이지"에서 래퍼로 활동했다. 크루는 소울 트레인에 속해있었다. 2002년 당시 그의 랩 속도는 Deze의 "Mama"라는 곡에 피쳐링했을 때, 아웃사이더가 대한민국 기네스북에 기록을 남기기 전까지는 가장 빠른 랩을 선보여 명실상부한 최고의 속사포 래퍼로 이름을 알리기도 했다. 훗날 손아람은 2015년 리드머와의 인터뷰에서 자신의 음악 커리어에 대하여 '퍼포먼스나 문화 자체보단 가사 쓰는 걸 제일 중요하게 생각했고, 작가 관련 성향이 굉장히 강했'다고 자평하기도 했다.
2008년, 과거 자신이 활동한 힙합 그룹의 이름을 딴 동명의 소설을 발표하였다. 2010년에는 장편소설 소수의견을 발표하였으며, 이 작품은 2013년 영화화되어 2015년 개봉하였다. 손아람은 소수의견의 원작자이자 공동 각본가로 제24회 부일영화상 각본상, 제36회 청룡영화상 각본상 등을 수상하기도 하였다.

## 저서
- 손아람, 《진실이 말소된 페이지》, 들녘, 2008

- 고등학생 시절 그룹 진말페를 구성하는 것부터, 세 명이 DJ Uzi에게 이용당하는 과정 등 진말페의 멤버 3인이 정식 그룹명을 갖기도 전부터 겪어온 일들에 대해 자세히 묘사된 팩션 소설. 조PD, DJ Wreckx, DJ Uzi, Insane Deegie, MC 메타, 절정신운 한아, 손 전도사, 오 박사, 웨이브 마법사 a.k.a Sid 등 실명으로 등장하는 인물들도 많지만, 저자인 손아람이 창작한 프릴의 마리 같은 가상의 인물들도 등장한다. 총 2권으로 구성되어 있다.
- 손아람, 《소수의견》, 들녘, 2010
- 손아람 등, 《너는 나다》, 레디앙+후마니타스+삶이보이는창+철수와영희, 2010
- 손아람 등, 《포맷하시겠습니까?》, 한겨레출판사, 2012
- 손아람 등, 《옹호자들》, 궁리, 2014
- 손아람, 《디 마이너스》, 자음과모음, 2014
- 손아람 등, 《입에 풀칠도 못하게 하는 이들에게 고함 - 가짜 민생 vs 진짜 민생》, 북콤마, 2016